# 깃대종
깃대종(flagship species)은 유엔환경계획이 만든 개념으로서, 특정 지역의 생태계를 대표할 수 있는 주요 동·식물을 뜻한다. '깃대'라는 단어는 해당 지역 생태계 회복의 개척자적인 이미지를 부여한 상징적 표현이다. 이 종을 살림으로써 그 지역 전체의 회생에 파급효과가 큰 것일수록 좋다.

## 대한민국
대표적인 대한민국의 깃대종으로는 홍천의 열목어, 거제도의 고란초. 덕유산의 반딧불, 태화강의 각시붕어, 부천의 복사꽃, 부산의 동백꽃을 들 수 있다.

## 같이 보기
- 핵심종
- 우산종